# Balestier Khalsa FC
Balestier Khalsa Football Club is een Singaporese voetbalclub uit Bedok. De club werd opgericht in 2002 door de samengevoegde Balestier Central FC en Clementi Khalsa FC. De thuiswedstrijden worden in het Toa Payoh Stadium gespeeld, dat plaats biedt aan 4.000 toeschouwers. De clubkleuren zijn rood-wit.